# Neve rossa

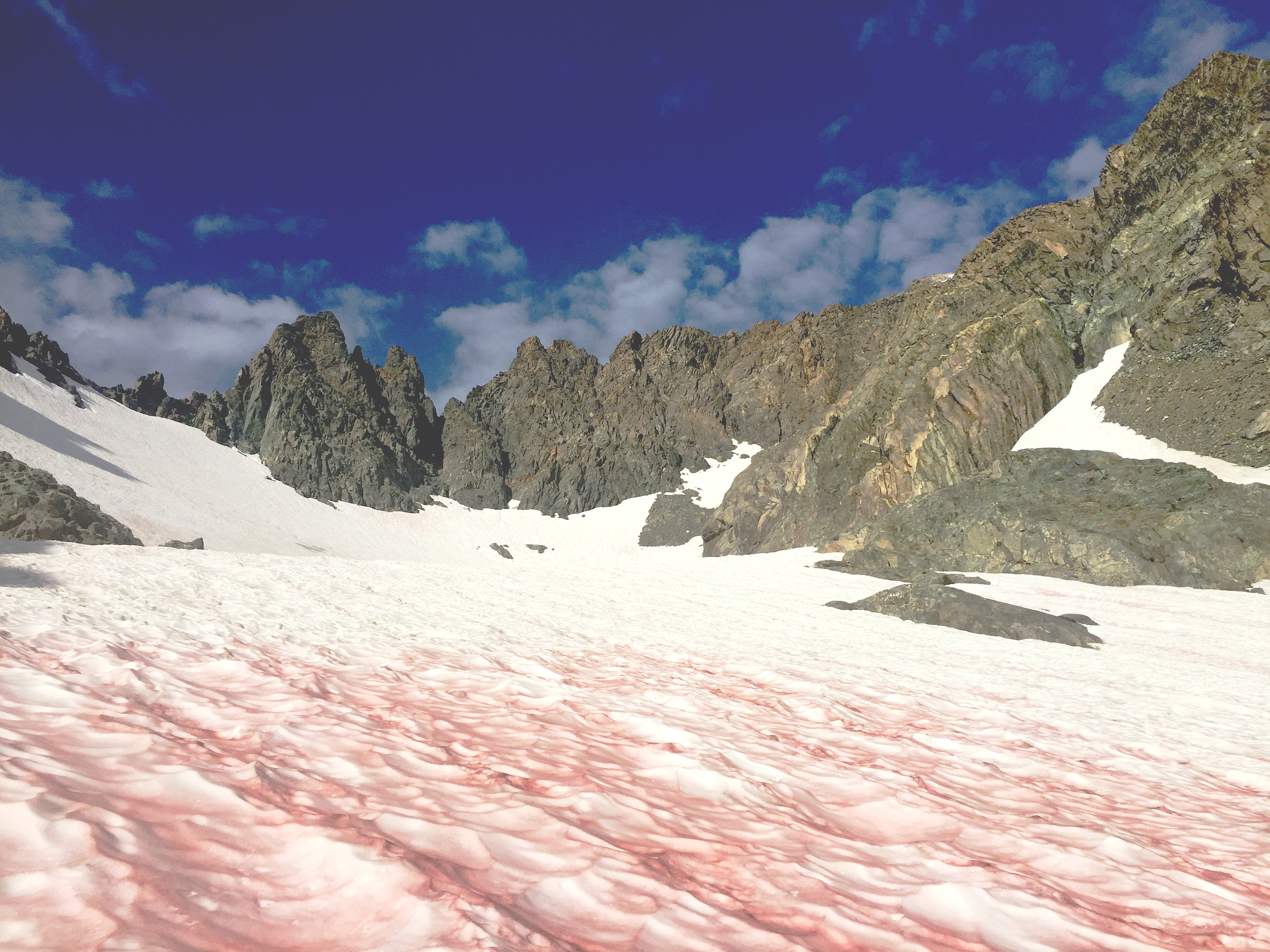
Neve rossa sul monte Ritter, California (2017)

La neve rossa è un fenomeno di colorazione della neve in tonalità dal rosa al rosso causato da organismi unicellulari che si verifica esclusivamente in alta montagna e nelle regioni polari, ed ha un effetto negativo sull'albedo.
Il fenomeno è provocato dallo sviluppo di massa di organismi del genere Chlamydomonas ascrivibili alla classe delle alghe verdi. La colorazione è dovuta a carotenoidi, tra cui l'astasantina. Le spore di quest'alga sono responsabili del brillante colore rosso. Le cellule vegetative pigmentate di verde crescono dentro la neve e poi sporificano. Quando la neve si scioglie, le spore appaiono in superficie. Un nome obsoleto ma ancora in uso per questo pigmento è ematocromo. Le alghe si proteggono grazie a questo carotenoide soprattutto dai raggi UV-A frequenti ad alta quota e nei territori polari. La Chlamydomonas nivalis è la più diffusa specie che provoca la colorazione rossa della neve. 
Tuttavia, la presenza di neve rossa non è sempre causata dalla presenza delle spore dell'alga, in quanto può anche essere causata dal deposito al suolo di sabbia del deserto trasportata dal vento come nel caso della pioggia rossa.